# Igreja Católica nos Estados Unidos
A Igreja Católica nos Estados Unidos é parte da Igreja Católica, sob a liderança espiritual do Papa, em Roma, e da Santa Sé. O Catolicismo nos Estados Unidos da América cresceu exponencialmente durante a história do país, deixando de ter pouca expressão durante o período colonial para se tornar a maior denominação cristã nos dias de hoje. A Igreja Católica contava com cerca de 80 milhões de fiéis em 2021 nos Estados Unidos, fazendo deste o quarto país de maior população católica do mundo em números absolutos, atrás apenas do Brasil, do México e das Filipinas, respectivamente. Percentualmente, os católicos são o maior grupo religioso dos Estados Unidos, tendo em vista que o protestantismo se divide em inúmeras denominações distintas, tanto teologicamente, quanto doutrinariamente.
Nenhum primaz existe nos Estados Unidos. A Arquidiocese de Baltimore, a primeira diocese estabelecida no país, recebeu seu status oficial na década de 1850, o que confere a seu arcebispo as responsabilidades de líder católico do país.

## Catolicismo por estado

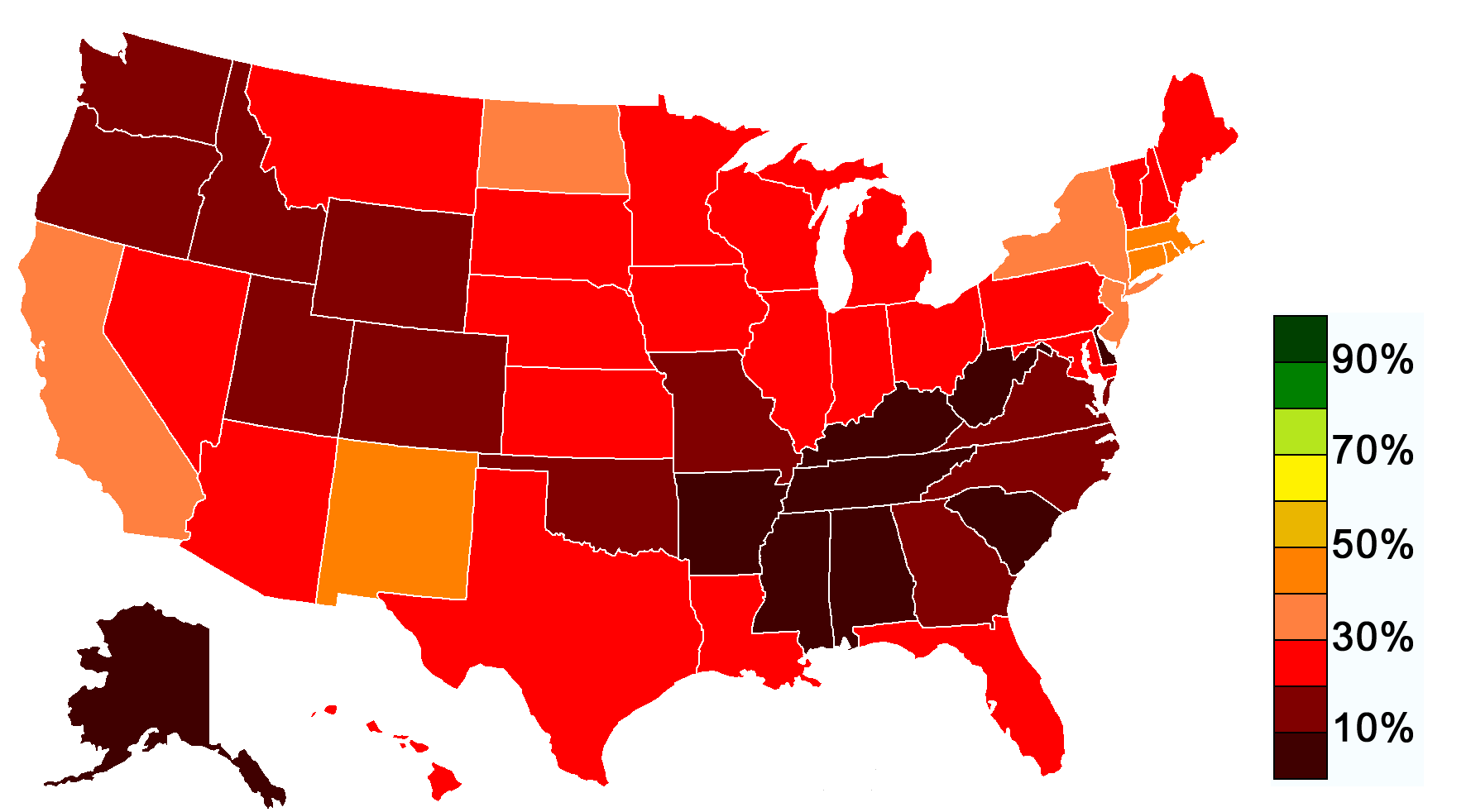
Porcentagem de católicos por estado

O crescimento do catolicismo nos Estados Unidos nos Séculos XVIII e XIX se deu especialmente pelo alto número de imigrantes oriundos de países historicamente católicos, como Irlanda, Itália e França. Consequentemente, a região com a maior concentração de católicos é o Nordeste, que apesar de ter sido colonizada por puritanos, recebeu grande número de imigrantes católicos a partir da segunda metade do século XIX. No fim do Século XX até os dias atuais, os estados do sul têm experimentado significativo crescimento de adeptos do catolicismo, fato que se deve principalmente à imigração de povos latinos, como mexicanos, cubanos e brasileiros, países em que a igreja romana exerce forte presença. No entanto, essa região continua a ser, proporcionalmente, a de menor número de católicos, em detrimento da forte influência da Convenção Batista do Sul em estados como Arkansas, Tennessee e Alabama.
Com cerca de 12 milhões de fiéis, a Califórnia é o estado com o maior número geral de católicos nos Estados Unidos, seguida por Nova York e Texas, que possuem 7 e 6 milhões, respectivamente. O Alaska é o estado americano com o menor número de adeptos ao catolicismo, com menos de 50 mil fiéis.

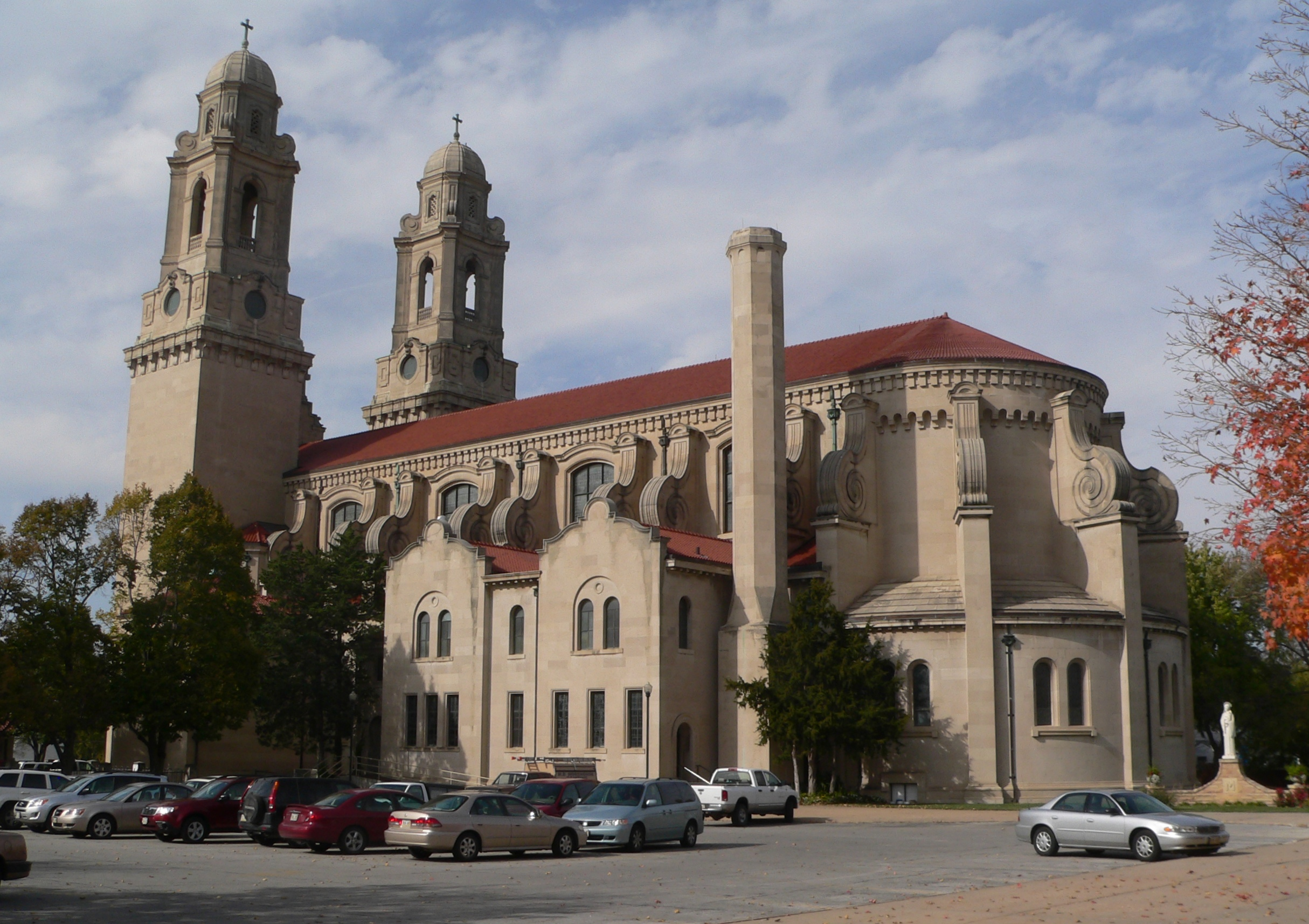
Catedral de Santa Cecília em Omaha, Nebraska.

Em números proporcionais, o menor estado americano, Rhode Island, é o que possui a maior população católica do país, o que pode ser explicado pelo alto índice de descendentes de imigrantes irlandeses que chegaram em grande quantidade nos Séculos XVIII, XIX e XX, construindo capelas e oratórios, fazendo com que o catolicismo rápido se espalhasse e se tornasse a fé de 65% dos habitantes do estado. Por outro lado, o Mississipi, que possui cerca de 3 milhões de habitantes, concentra o menor percentual de católicos em todo o país, com apenas 7% de seus moradores professando essa religião. 

### Por porcentagem de católicos
| Posição | Estado             | Porcentagem de católicos | Maior denominação |
| ------- | ------------------ | ------------------------ | ----------------- |
| 1       | Rhode Island       | 63                       | Catolicismo       |
| 2       | Massachusetts      | 47                       | Catolicismo       |
| 3       | Novo México        | 45                       | Catolicismo       |
| 3       | Nova Iorque        | 45                       | Catolicismo       |
| 4       | Nova Jérsei        | 42                       | Catolicismo       |
| 4       | Vermont            | 42                       | Catolicismo       |
| 6       | Nova Hampshire     | 35                       | Catolicismo       |
| 7       | Califórnia         | 34                       | Catolicismo       |
| 7       | Connecticut        | 34                       | Catolicismo       |
| 9       | Arizona            | 31                       | Catolicismo       |
| 10      | Illinois           | 30                       | Catolicismo       |
| 10      | Louisiana          | 30                       | Batista           |
| 10      | Dacota do Norte    | 30                       | Luteranismo       |
| 13      | Texas              | 29                       | Catolicismo       |
| 13      | Wisconsin          | 29                       | Catolicismo       |
| 15      | Nebraska           | 28                       | Catolicismo       |
| 16      | Pensilvânia        | 27                       | Catolicismo       |
| 17      | Flórida            | 26                       | Catolicismo       |
| 17      | Novo México        | 26                       | Catolicismo       |
| 19      | Maine              | 25                       | Catolicismo       |
| 19      | Minnesota          | 25                       | Catolicismo       |
| 19      | Dacota do Sul      | 25                       | Luteranismo       |
| 22      | Colorado           | 24                       | Catolicismo       |
| 22      | Havaí              | 24                       | Catolicismo       |
| 22      | Montana            | 24                       | Catolicismo       |
| 22      | Nevada             | 24                       | Catolicismo       |
| 26      | Iowa               | 23                       | Catolicismo       |
| 26      | Maryland           | 23                       | Catolicismo       |
| 26      | Michigan           | 23                       | Catolicismo       |
| 29      | Washington         | 22                       | Catolicismo       |
| 29      | Geórgia            | 22                       | Batista           |
| 31      | Indiana            | 20                       | Catolicismo       |
| 31      | Kansas             | 20                       | Catolicismo       |
| 31      | Missouri           | 20                       | Catolicismo       |
| 31      | Ohio               | 20                       | Catolicismo       |
| 35      | Wyoming            | 18                       | Catolicismo       |
| 36      | Idaho              | 15                       | Catolicismo       |
| 36      | Oregon             | 15                       | Catolicismo       |
| 36      | Kentucky           | 15                       | Batista           |
| 39      | Virgínia           | 14                       | Batista           |
| 40      | Alabama            | 13                       | Batista           |
| 40      | Delaware           | 10                       | Metodismo         |
| 40      | Carolina do Norte  | 10                       | Batista           |
| 43      | Alasca             | 9                        | Batista           |
| 43      | Arkansas           | 9                        | Batista           |
| 43      | Oklahoma           | 9                        | Batista           |
| 43      | Carolina do Sul    | 9                        | Batista           |
| 43      | Tennessee          | 9                        | Batista           |
| 43      | Utah               | 9                        | Mormonismo        |
| 49      | Virgínia Ocidental | 8                        | Batista           |
| 50      | Mississippi        | 7                        | Batista           |

### Por número de católicos
| Posição | Estado             | Número de católicos (est.) | Número de dioceses e arquidioceses |
| ------- | ------------------ | -------------------------- | ---------------------------------- |
| 1       | Califórnia         | 11.516.360                 | 12                                 |
| 2       | Nova Iorque        | 7.445.442                  | 8                                  |
| 3       | Texas              | 6.047.027                  | 15                                 |
| 4       | Illinois           | 3.849.591                  | 5                                  |
| 5       | Pensilvânia        | 3.315.884                  | 8                                  |
| 6       | Nova Jérsei        | 3.225.632                  | 6                                  |
| 7       | Massachusetts      | 2.984.076                  | 4                                  |
| 8       | Flórida            | 2.316.652                  | 7                                  |
| 9       | Michigan           | 2.285.842                  | 7                                  |
| 10      | Ohio               | 2.157.097                  | 6                                  |
| 11      | Arizona            | 1.590.496                  | 4                                  |
| 12      | Wisconsin          | 1.555.466                  | 5                                  |
| 13      | Louisiana          | 1.357.088                  | 6                                  |
| 14      | Connecticut        | 1.333.044                  | 3                                  |
| 15      | Washington         | 1.296.707                  | 3                                  |
| 16      | Maryland           | 1.288.089                  | 2                                  |
| 17      | Minnesota          | 1.229.870                  | 6                                  |
| 18      | Indiana            | 1.216.097                  | 5                                  |
| 19      | Missouri           | 1.119.042                  | 4                                  |
| 20      | Virgínia           | 1.059.445                  | 2                                  |
| 21      | Colorado           | 1.032.303                  | 3                                  |
| 22      | Novo México        | 745.809                    | 3                                  |
| 23      | Rhode Island       | 679.275                    | 1                                  |
| 24      | Iowa               | 673.055                    | 4                                  |
| 25      | Kentucky           | 626.011                    | 4                                  |
| 26      | Kansas             | 537.683                    | 4                                  |
| 27      | Oregon             | 513.210                    | 2                                  |
| 28      | Nebraska           | 479.154                    | 3                                  |
| 29      | Nevada             | 477,182                    | 2                                  |
| 30      | Geórgia            | 447.126                    | 2                                  |
| 31      | Nova Hampshire     | 327.353                    | 1                                  |
| 32      | Carolina do Norte  | 319.492                    | 2                                  |
| 33      | Havaí              | 290.769                    | 1                                  |
| 34      | Maine              | 217.767                    | 1                                  |
| 35      | Montana            | 216.526                    | 2                                  |
| 36      | Idaho              | 194.093                    | 1                                  |
| 37      | Dacota do Norte    | 192.660                    | 2                                  |
| 38      | Dacota do Sul      | 188.711                    | 2                                  |
| 39      | Tennessee          | 187.378                    | 3                                  |
| 40      | Oklahoma           | 160.082                    | 2                                  |
| 41      | Utah               | 156.322                    | 1                                  |
| 42      | Carolina do Norte  | 152.413                    | 1                                  |
| 43      | Vermont            | 149.154                    | 1                                  |
| 44      | Alabama            | 140.365                    | 2                                  |
| 45      | Mississippi        | 124.150                    | 2                                  |
| 46      | Arkansas           | 106.051                    | 1                                  |
| 47      | Wyoming            | 100.614                    | 1                                  |
| 48      | Virgínia Ocidental | 90.417                     | 1                                  |
| 49      | Delaware           | 78.360                     | 1                                  |
| 50      | Alasca             | 43.885                     | 3                                  |

## Católicos notáveis
Vários estadunidenses notáveis, vivos e falecidos, praticam ou já praticaram a fé católica. Dentre os mais reconhecidos estão (em ordem alfabética):
| - Aaliyah (1979–2001), cantora e atriz - Al Pacino (1940), ator - Alce Negro (1863-1950), índio sioux - Alfred Emanuel Smith (1973-1944), político - Andrew Sullivan (1963), escritor e jornalista - Andy García (1956), ator - Andy Warhol (1928-1987), pintor e diretor - Anne Rice (1941), escritora - Anthony Kennedy (1936), juiz - Antonin Scalia (1936), juiz - Arnold Schwarzenegger, (1947), ator e político - Ashton Kutcher (1978), ator - Babe Ruth (1895-1948), jogador de beisebol - Béla Lugosi (1882–1956), ator - Bernard Nathanson (1926), médico - Bill Murray (1950), ator e comediante - Bill O'Reilly (1949), comentarista político - Bill Richardson (1947), político - Billie Holiday (1915–1959), cantora - Bing Crosby (1903–1977), cantor e ator - Bob Hope (1903-2003), ator e comediante - Bobby Jindal (1971), político - Bonnie Hunt (1961), atriz e comediante - Camilla Belle (1986), atriz - Chloë Grace Moretz (1997), atriz - Conan O'Brien (1963), apresentador e comediante - Danny De Vito (1944), ator - Dean Martin (1917–1995), cantor e ator - Debbie Gibson (1970), cantora - Ernest Hemingway (1899-1961), escritor - Eva Longoria (1975), atriz - Eva Mendes (1974), atriz - F. Scott Fitzgerald (1896–1940), escritor - Farrah Fawcett (1947-2009), atriz - Faye Dunaway (1941), atriz - Fergie (1975), cantora e atriz - Flannery O'Connor (1925-1964), escritora - Francis Ford Coppola (1939), diretor - Frank Capra (1897–1991), diretor - Frank Sinatra (1915-1998), cantor e ator - Gary Cooper (1901-1961), ator - Gene Kelly (1912-1996), ator e diretor - George Clooney (1961), ator e diretor - Gilbert du Motier, marquês de Lafayette (1757-1834), militar - Grace Kelly (1929-1982), atriz - Gray Davis (1942), político - Gregory Peck (1916-2003), ator - Gwen Stefani (1969), cantora - Haley Joel Osment (1988), ator - Harry Belafonte (1927), cantor e ator - Harry Connick, Jr. (1967), cantor e ator - Helen Hayes (1900–1993), atriz - James Cagney (1989–1986), ator - James Gibbons (1834-1921), cardeal - Janet Napolitano (1957), política - Janice Dickinson (1955), modelo - Jeb Bush (1953), político - Jennifer Lopez, (1969), cantora e atriz - Jimmy Fallon (1974), apresentador, comediante e ator - Jimmy Kimmel (1967), apresentador e comediante - Joan Cusack (1962), atriz - Joe Biden (1942), ex-presidente dos Estados Unidos - Joe DiMaggio (1914-1999), jogador de beisebol - Joe Pesci (1943), ator - John Cabot (1450-1499), explorador - John Cusack (1966), ator | - Josh Duhamel (1972), ator - John F. Kennedy (1917-1963), político - John Ford (1894–1973), diretor - John Green (1977), escritor - John Kerry (1943), político - John Roberts (1955), juiz - John Wayne (1907-1979), ator - Katherine Anne Porter (1890-1980), escritora - Katharine McPhee (1984), atriz - Kelsey Grammer (1955), ator - Kit Carson (1809-1868), explorador - Lady GaGa (1986),cantora - Leo McCarey (1898–1969), diretor e roteirista - Liam Neeson (1952), ator - Lucille Ball (1911-1989), atriz e comediante - Macaulay Culkin (1980), ator, músico e podcaster - Madonna (1958), cantora e atriz - Maiara Walsh (1988), atriz - Maria Bello (1967), atriz - Maria Shriver (1955), jornalista - Mario Cuomo (1932), político - Marsha Mason (1942), atriz - Martin Sheen (1940), ator - Matt Dillon (1964), ator - Matt LeBlanc (1967), ator - Meg Ryan (1961), atriz - Mel Gibson (1956), ator e diretor - Melinda Gates (1964), filantropista - Mia Farrow (1945), atriz - Michael S. Steele (1958), político - Mortimer Adler (1902-2001), filósofo - Nancy Pelosi (1940), política - Nicolas Cage (1964), ator - Norman Schwarzkopf (1934), militar - Parker Posey (1968), atriz - Patricia Heaton (1958), atriz - Peter Gallagher (1955), ator - Pierce Brosnan (1953), ator - Ricardo Montalbán (1920-2009), ator - Rita Hayworth (1918–1987), atriz - Robert DeNiro (1943), ator - Robert F. Kennedy (1925-1968), político - Robert Mapplethorpe (1946–1989), fotógrafo - Rocky Marciano (1923-1969), lutador de boxe - Rosalind Russell (1907-1976), atriz - Rudy Giuliani (1944), político - Sal Mineo (1939–1976), ator - Samuel Alito (1950), juiz - Selena Gomez (1992), atriz e cantora - Sharon Tate (1943-1969), atriz - Sofia Coppola (1971), diretora e atriz - Sonia Sotomayor (1954), juíza - Steve Carell (1962), ator e comediante - Suzanne Collins (1962), escritora e roteirista - Sylvester Stallone (1946), ator e diretor - Tadeusz Kościuszko (1746-1817), militar - Ted Kennedy (1932-2009), político - Tennessee Williams (1911-1983), dramaturgo - Thomas Merton (1915-1968), monge e escritor - Tim Russert (1950-2008), jornalista - Tom Brady (1977), jogador de futebol americano - Tony Bennett (1926), cantor - Vanessa Hudgens (1988), atriz e cantora - Vince Lombardi (1913-1970), treinador de futebol americano - William F. Buckley Jr. (1925-2008), comentarista político |